# Margarita (Colômbia)

Localização do município de Margarita no departamento de Bolívar

Margarita é um município da Colômbia no departamento de Bolívar.